# Tercera División de Venezuela 2018
La Temporada 2018 de la Tercera División de Venezuela comenzó el 15 de abril de 2018 y finalizó el 2 diciembre de ese mismo año.

## Sistema de competición
Participan 48 conjuntos (cifra récord para la categoría), distribuidos de la siguiente manera: 6 grupos de 6 equipos (Oriental A, Oriental B, Central B, Centro - Occidental A, Occidental A Y Occidental B), 1 grupo de 7 equipos (Central A), y 1 grupo de 5 equipos (Centro - Occidental B); se disputarán 10 jornadas (14 en el caso del Grupo Central A) tanto en el Torneo Apertura como en el Torneo Clausura.
Al término del Torneo Clausura, basado en la suma de puntos entre ambos torneos (Tabla Acumulada por Grupo), cada equipo que finalice como líder de su grupo (8 grupos) avanzará a la disputa de los Cuadrangulares de Ascenso A y B, organizados estos por localización geográfica, a saber:
Cuadrangular A: Grupo Oriental A, Grupo Oriental B, Grupo Central A y Grupo Central B.
Cuadrangular B: Grupo Centro - Occidental A, Grupo Centro - Occidental B, Grupo Occidental A y Grupo Occidental B.
Cada Cuadrangular de Ascenso disputará 6 jornadas, siendo los primeros de cada cuadrangular quienes ascenderán a la Segunda División para 2.019 y además disputarán la final absoluta para definir al campeón de la temporada.

## Ascensos y descensos

### Intercambios entre la Segunda División y la Tercera División
| Pos | A la Segunda División de Venezuela 2018 |
| --- | --------------------------------------- |
| 1   | CD Hermanos Colmenarez Hexagonal A      |
| 2   | Club Atlético Furrial Hexagonal B       |

| Pos | a la Tercera División Venezolana 2018 |
| --- | ------------------------------------- |
| 3   | Zamora Fútbol Club B Grupo Occidental |
| 4   | Atlético Guanare Grupo Occidental     |
| 3   | Caracas FC B Grupo Central            |
| 4   | Petare FC Grupo Central               |
| 3   | Atlético Venezuela B Grupo Oriental   |
| 4   | Tucanes de Amazonas Grupo Oriental    |

### Intercambios entre el Tercera División y losTorneos Estadales
| Pos | de los Torneos Estadales     |
| --- | ---------------------------- |
|     | Deportivo Socopó             |
|     | Casa Portuguesa de Aragua FC |
|     | Academia Emeritense FC       |
|     | Dynamo Puerto FC             |
|     | Sulmona FC                   |
|     | Atlético De Roscio           |
|     | San Félix FC                 |
|     | Fundación AIFI               |
|     | Catia FC                     |
|     | Academia Nuevo Horizonte     |
|     | Amazonas FC                  |
|     | Real Vigía FC                |
|     | Lanceros de Ospino FC        |
|     | Alianza Monay FC             |
|     | San Lorenzo FC               |
|     | Agua Dulce FC                |
|     | Guanare SC                   |
|     | Deportivo Coromotano         |

| Pos | a los Torneos Estadales |
| --- | ----------------------- |
|     | Escuela Profesor Mejías |
|     | Tucanes de Amazonas FC  |
|     | Chorrerón FC            |
|     | Sucre FC                |
|     | Pacairigua SC           |
|     | Hermandad Gallega FC    |
|     | Deportivo Anzoátegui B  |
|     | Yaracuy FC B            |
|     | Internacional Turén     |
|     | Policía de Lara FC      |
|     | Madeira Club Lara       |

## Equipos participantes
| Club                                                                       | Ciudad               | Estadio                                 |
| -------------------------------------------------------------------------- | -------------------- | --------------------------------------- |
| Fundación AIFI                                                             | Ciudad Guayana       | Cancha 1 de Fundación AIFI              |
| FC Academia Élite                                                          | Mérida               | Guillermo Soto Rosa                     |
| Academia Emeritense                                                        | Mérida               | Club Emeritense                         |
| Agua Dulce FC                                                              | Barinitas            | Cancha Agua Dulce                       |
| Alianza Monay FC                                                           | Pampán               | Complejo Deportivo Jorge Azuaje         |
| Amazonas FC                                                                | Puerto Ayacucho      | Estadio Antonio José de Sucre           |
| Arroceros de Calabozo                                                      | Calabozo             | Alfredo Simonpetri                      |
| Atlético Mérida FC                                                         | Mérida               | Metropolitano de Mérida                 |
| Academia Deportiva El Nula                                                 | El Nula              | Polideportivo El Nula                   |
| Atlético Rey                                                               | Sta. Bárbara (Zulia) | J. de D. González                       |
| Atlético Venezuela B                                                       | Caracas              | Centro Entrenamiento Atlético Venezuela |
| Cafetaleros de Biscucuy                                                    | Biscucuy             | Hermanos Alberto Azuaje                 |
| Carabobo Fútbol Club B                                                     | Valencia             | Misael Delgado                          |
| Caracas Fútbol Club B                                                      | Caracas              | Cocodrilos Sport Park                   |
| Casa Portuguesa FC                                                         | Maracay              | Estadio Isaac Da Silva                  |
| Archivo:600px Giallo e Verde.svg Catia FC                                  | Catia                | Cancha Valle Fresco                     |
| Ciudad Vinotinto                                                           | Lechería             | Complejo Ciudad Vinotinto               |
| Guanare SC                                                                 | Acarigua             | JJ Montilla                             |
| Deportivo Coromotano                                                       | Guanare              | Rafael Calles Pinto                     |
| Deportivo La Guaira B                                                      | Caracas              | Cancha Fray Luis I                      |
| Deportivo Nueva Esparta                                                    | Pampatar             | Ciudad Deportiva                        |
| Deportivo Socopó                                                           | Barinas              | Estadio Rogelio Matos                   |
| Deportivo Táchira B                                                        | San Cristóbal        | Cancha Alterna de Pueblo Nuevo          |
| Dynamo Puerto FC                                                           | Puerto La Cruz       | Francisco Massiani                      |
| FC El Piñal                                                                | El Piñal             | José Eladio Montoya                     |
| Ilusión Naranja Barinas FC                                                 | Barinas              | Reinaldo Melo                           |
| Independiente La Fría                                                      | La Fría              | Humberto Laurano                        |
| Lanceros de Ospino FC                                                      | Ospino               | Vencedores de Ospino                    |
| Archivo:600px 600px bisection vertical White HEX-0033CC.svg Metropolitanos | Caracas              | Cancha Universidad Santa María          |
| Minasoro FC                                                                | El Callao            | Héctor Thomas                           |
| Mineros de Guayana B                                                       | Puerto Ordaz         | CTE Cachamay                            |
| Minervén SC                                                                | El Callao            | Héctor Thomas                           |
| Monagas SC B                                                               | Maturín              | Alexander Bottini                       |
| Academia Nuevo Horizonte                                                   | Catia                | Cancha Fray Luis I                      |
| Ortiz FC                                                                   | Ortiz                | Alfredo Simonpietri                     |
| Pellícano FC                                                               | Maiquetía            | José María Vargas                       |
| Petroleros del Zulia                                                       | Maracaibo            | La Rotaria                              |
| Próceres FC                                                                | Barinas              | Los Pozones                             |
| Real Vigía FC                                                              | El Vigía             | Estadio Ramón Hernández                 |
| San Félix FC                                                               | San Félix            | El Gallo                                |
| San Lorenzo FC                                                             | San Lorenzo          | José Armando Páez                       |
| Sulmona FC                                                                 | Maturín              | Alexander Bottini                       |
| UDCA Margarita FC                                                          | Porlamar             | Cancha Alfredo Díaz                     |
| UD Lara                                                                    | Barquisimeto         | Farid Richa                             |
| Universitarios de Barinas FC                                               | Barinas              | Reinaldo Melo                           |
| Zamora FC B                                                                | Barinas              | Reinaldo Melo                           |
| Zulia FC B                                                                 | Maracaibo            | Cancha La Victoria                      |

## Clasificación

### Grupo Oriental A
|  |    | Equipo            | JJ | JG | JE | JP | GF | GC | PTS | DG |
|  | -- | ----------------- | -- | -- | -- | -- | -- | -- | --- | -- |
|  | 1. | Dynamo Puerto FC  | 01 | 00 | 00 | 01 | 00 | 01 | 00  | -1 |
|  | 2. | Dvo Nueva Esparta | 00 | 00 | 00 | 00 | 00 | 00 | 00  | 00 |
|  | 3. | Monagas SC B      | 03 | 03 | 00 | 00 | 05 | 02 | 09  | 03 |
|  | 4. | Ciudad Vinotinto  | 03 | 02 | 01 | 00 | 00 | 00 | 06  | 00 |
|  | 5. | UDCA Margarita FC | 04 | 00 | 02 | 02 | 04 | 00 | 02  | 00 |
|  | 6. | Sulmona FC        | 03 | 00 | 02 | 01 | 01 | 02 | 02  | -1 |

### Grupo Oriental B
|  |    | Equipo               | JJ | JG | JE | JP | GF | GC | PTS | DG |
|  | -- | -------------------- | -- | -- | -- | -- | -- | -- | --- | -- |
|  | 1. | Atlético de Roscio   | 00 | 00 | 00 | 00 | 00 | 00 | 00  | 00 |
|  | 2. | Mineros de Guayana B | 00 | 00 | 00 | 00 | 00 | 00 | 00  | 00 |
|  | 3. | Minasoro FC          | 00 | 00 | 00 | 00 | 00 | 00 | 00  | 00 |
|  | 4. | San Félix FC         | 00 | 00 | 00 | 00 | 00 | 00 | 00  | 00 |
|  | 5. | Fundación AIFI       | 00 | 00 | 00 | 00 | 00 | 00 | 00  | 00 |
|  | 6. | Minervén SC          | 00 | 00 | 00 | 00 | 00 | 00 | 00  | 00 |

### Grupo Central A
|  |    | Equipo               | JJ | JG | JE | JP | GF | GC | PTS | DG |
|  | -- | -------------------- | -- | -- | -- | -- | -- | -- | --- | -- |
|  | 1. | Catia FC             | 00 | 00 | 00 | 00 | 00 | 00 | 00  | 00 |
|  | 2. | Metropolitanos FC B  | 00 | 00 | 00 | 00 | 00 | 00 | 00  | 00 |
|  | 3. | UD Lara              | 00 | 00 | 00 | 00 | 00 | 00 | 00  | 00 |
|  | 4. | Pellicano FC         | 00 | 00 | 00 | 00 | 00 | 00 | 00  | 00 |
|  | 5. | Caracas FC B         | 00 | 00 | 00 | 00 | 00 | 00 | 00  | 00 |
|  | 6. | Casa Portuguesa FC   | 00 | 00 | 00 | 00 | 00 | 00 | 00  | 00 |
|  | 7. | Acd. Nuevo Horizonte | 00 | 00 | 00 | 00 | 00 | 00 | 00  | 00 |

### Grupo Central B
|  |    | Equipo                | JJ | JG | JE | JP | GF | GC | PTS | DG |
|  | -- | --------------------- | -- | -- | -- | -- | -- | -- | --- | -- |
|  | 1. | Deportivo La Guaira B | 00 | 00 | 00 | 00 | 00 | 00 | 00  | 00 |
|  | 2. | Arroceros de Calabozo | 00 | 00 | 00 | 00 | 00 | 00 | 00  | 00 |
|  | 3. | Carabobo FC B         | 00 | 00 | 00 | 00 | 00 | 00 | 00  | 00 |
|  | 4. | Ortiz FC              | 00 | 00 | 00 | 00 | 00 | 00 | 00  | 00 |
|  | 5. | Amazonas FC           | 00 | 00 | 00 | 00 | 00 | 00 | 00  | 00 |
|  | 6. | Atlético Venezuela B  | 00 | 00 | 00 | 00 | 00 | 00 | 00  | 00 |

### Grupo Centro-Occidental A
|  |    | Equipo                  | JJ | JG | JE | JP | GF | GC | PTS | DG |
|  | -- | ----------------------- | -- | -- | -- | -- | -- | -- | --- | -- |
|  | 1. | Real Vigía FC           | 00 | 00 | 00 | 00 | 00 | 00 | 00  | 00 |
|  | 2. | Lanceros de Ospino FC   | 00 | 00 | 00 | 00 | 00 | 00 | 00  | 00 |
|  | 3. | Zamora FC B             | 04 | 03 | 01 | 00 | 00 | 00 | 00  | 00 |
|  | 4. | Cafetaleros de Biscucuy | 00 | 00 | 00 | 00 | 00 | 00 | 00  | 00 |
|  | 5. | Atlético Mérida FC      | 00 | 00 | 00 | 00 | 00 | 00 | 00  | 00 |
|  | 6. | Próceres FC             | 00 | 00 | 00 | 00 | 00 | 00 | 00  | 00 |

### Grupo Centro-Occidental B
|  |    | Equipo                 | JJ | JG | JE | JP | GF | GC | PTS | DG |
|  | -- | ---------------------- | -- | -- | -- | -- | -- | -- | --- | -- |
|  | 1. | Agua Dulce FC          | 00 | 00 | 00 | 00 | 00 | 00 | 00  | 00 |
|  | 2. | Guanare SC             | 00 | 00 | 00 | 00 | 00 | 00 | 00  |    |
|  | 3. | Academia Emeritense FC | 00 | 00 | 00 | 00 | 00 | 00 | 00  | 00 |
|  | 4. | Deportivo Coromotano   | 00 | 00 | 00 | 00 | 00 | 00 | 00  | 00 |
|  | 5. | Deportivo Socopó       | 00 | 00 | 00 | 00 | 00 | 00 | 00  | 00 |

### Grupo Occidental A
|  |    | Equipo                       | JJ | JG | JE | JP | GF | GC | PTS | DG |
|  | -- | ---------------------------- | -- | -- | -- | -- | -- | -- | --- | -- |
|  | 1. | Independiente La Fría        | 00 | 00 | 00 | 00 | 00 | 00 | 00  | 00 |
|  | 2. | Universitarios de Barinas FC | 00 | 00 | 00 | 00 | 00 | 00 | 00  | 00 |
|  | 3. | Alianza Monay FC             | 00 | 00 | 00 | 00 | 00 | 00 | 00  | 00 |
|  | 4. | Atlético Rey                 | 03 | 02 | 00 | 01 | 07 | 04 | 06  | 00 |
|  | 4. | Ilusión Naranja FC           | 00 | 00 | 00 | 00 | 00 | 00 | 00  | 00 |
|  | 4. | FC Academia Élite            | 00 | 00 | 00 | 00 | 00 | 00 | 00  | 00 |

### Grupo Occidental B
|  |    | Equipo               | JJ | JG | JE | JP | GF | GC | PTS | DG  |
|  | -- | -------------------- | -- | -- | -- | -- | -- | -- | --- | --- |
|  | 1. | Petroleros del Zulia | 00 | 00 | 00 | 00 | 00 | 00 | 00  | 00  |
|  | 2. | Deportivo Táchira B  | 01 | 01 | 00 | 00 | 01 | 00 | 03  | 01  |
|  | 3. | FC El Piñal          | 01 | 00 | 00 | 01 | 00 | 01 | 00  | -01 |
|  | 4. | Zulia FC B           | 00 | 00 | 00 | 00 | 00 | 00 | 00  | 00  |
|  | 5. | San Lorenzo FC       | 00 | 00 | 00 | 00 | 00 | 00 | 00  | 00  |
|  | 6. | AD El Nula           | 00 | 00 | 00 | 00 | 00 | 00 | 00  | 00  |

## Torneo Apertura
Comienzo del torneo 22 de abril de 2018.